# Дівицька сотня
Дівицька сотня — територіально-адміністративна одиниця Ніжинського полку Гетьманської України в 1654–1782 рр.

## Старшина
На 1649 р. сотник — Карпо Літошний.
На 1732 рік — сотник Яків Селецький, отаман городовий Максим Пісоцький, хорунжий сотенний Федір Семенів, отаман курінний Прокіп Максименко, осавул Грицько Роговий, писар Омелян Сужалський.
Найвідоміші урядовці сотні належали до родини Селецьких.

## Історія
Утворилася влітку 1648 р. у складі Чернігівського полку. У ньому ж юридично закріплена Зборівським реєстром у жовтні 1649 р. у складі 100 козаків на чолі з сотником Карпом Літошним. Сотенним центром було містечко Салтикова Дівиця. 1654 р. за сотнею значаться села Авдіївка, Дроздівка, Жуківка, Колчинка.
В 1654 р. Дівицька сотня вже перебувала у складі Ніжинського полку, разом з яким ліквідована аж у 1782 р. Її територію включили до складу Чернігівського намісництва.

## Населені пункти
На 1654 р. за сотнею значаться містечко Салтикова Дівиця, села Авдіївка, Дроздівка, Жуківка, Колчинка.
З «Польської правди» 1654 р (?):
«Всего города Девицы Салтыковой к вере приведены: 1 человек сотник, 1 человек ясаул, 1 человек хоружей, 7 человек атоманов, 260 человек казаков. 5 человек земских старост, 333 человека мещан, всех 608 человек, да в городе ж Девицы Салтыковой поставлена церков древеная. Город Девица Салтыкова стоит подле реки Десны на горе, около города со всех сторон зделана осып земленая, на осыпи поставлен стоячей острог дубовой, облай по том острогу башен и обламов нет, толко адна была башня на воротех, и та башня згнила и оболилас и острог худ, да окола того города с трех сторон от реки до реки Десны зделан ров, да подле того города у проізжих ворот по конец городового мосту на площеди поставлена церков новая древеная во имя Похвалы Пресвятые Богородицы, окола церкви погост огорожен забором дубовым бревенем, на воротех зделана колоколница рубленая дубовая; у тое церкви служащие попи Иван да Максим, а двори козачьи и мещан по обе сторони города по реке Десне, а наряду в том городе и зеля, и свинцу, и всяких пушечных запасов, и зелного погреба нет».
На 1732 рік в склад сотні входили наступні населені пункти: місто Салтикова Дівиця, с. Овдіївка, отаман Ігнат Лопата; с. Буди, отаман Захарко Карпенко; с. Куликівка, отаман Онисько Рожко; с. Дроздівка, отаман Семен Мартиненко; с. Жуківка, отаман Василь Сергіїв.
Ці ж поселення значаться і по ревізії 1765–1769 рр.

### Населення
В 17-18 ст. більшість населення сотні становили козаки.
На 1649 рік були поширені такі прізвища — Володко, Куличенко, Літошний, Моїсеєнко, Падалка, Федченко, Чекановський та ін.
Найпоширеніші прізвища на 1732–1747 рр. — Бабилай, Британ, Глоба, Грищенко, Дядюшка, Євмина, Іляшенко, Кравченко, Кривошия, Ласкувець, Москалець, Сердюк, Сидоренко, Юрченко, Щербаль та ін.
Яків Ромицький — намісник Солтикової Дівиці.
Міщани — війт Іван Кубраків, бурмистр Максим Собко, бурмистр Захарій ?.

### Церкви і священики
На 1732 рік відомі церкви — Свято-Нікольська, Свято-Михайлівська і Свято-Успенська.
Федір Стефанович Нікольської, Василь ієрей Нікольської, ієрей Василь Успенської, ієрей Кондратій Михайлівської, ієрей Яким — векарій Нікольської, ієрей Андрій — векарій Успенської.